# Alphonse Antoine (cyclisme)
Alphonse Antoine (né le 19 août 1915 à Corny-sur-Moselle en Lorraine annexée et mort le 21 novembre 1999 à Saint-Pierre-de-Bœuf) est un coureur cycliste français.

## Biographie
Professionnel entre 1936 et 1949, il a notamment remporté une étape du Tour de France 1937.

## Palmarès
- 1933
  - Champion de Moselle de cyclo-cross
- 1935
  - 3e étape du Tour de Luxembourg
- 1936
  - 6e étape du Tour de Luxembourg
  - Nancy-Strasbourg
  - 2e du Tour du Doubs
- 1937
  - 12ea étape du Tour de France
- 1938
  - Champion de Moselle sur route
  - Grand Prix de Lorraine
  - 3e du championnat de France militaires sur route
- 1939
  - GP de Metz
  - Tour du Doubs
- 1941
  - Tour de Corrèze
- 1942
  - 3e du Tour de Haute-Savoie

## Résultats sur les grands tours

### Tour de France
2 participations
- 1936 : 27e
- 1937 : hors-course (15e étape), vainqueur de la 12ea étape